# قلعه تسو
قلعه تسو یا قلعه آنوتسو (به ژاپنی: 津城, Tsu-jō) یک قلعه ژاپنی در تسو، میه در استان میه در ژاپن است.